# سد وودهد
سد وودهد (به لاتین: Woodhead Dam) یک سد در آفریقای جنوبی است که در City of Cape Town واقع شده‌است.